# Nanmu, Guangdong
Nanmu (kinesiska: 南亩) är en köping i sydöstra Kina. Den ligger i Nanxiong i staden Shaoguan i provinsen Guangdong,  omkring 260 kilometer nordost om provinshuvudstaden Guangzhou. Antalet invånare är 8 942. Befolkningen består av 4 582 kvinnor och 4 360 män. Barn under 15 år utgör 29,0 %, vuxna 15-64 år 57 %, och äldre över 65 år 13,0 %.